# 7198 Montelupo
A 7198 Montelupo (ideiglenes jelöléssel 1994 BJ) a Naprendszer kisbolygóövében található aszteroida. Andrea Boattini és Maura Tombelli fedezte fel 1994. január 16-án.